# Стів Лі
Стів Алуа Лі (5 серпня 1963, Горґен — Мескіт, 5 жовтня 2010) — швейцарський співак і композитор, який прославився як фронтмен в гуртах Gotthard і Forsale.

## Біографія
Стів Лі народився в Цюриху 5 серпня 1963 під ім'ям Стефан Алуа Лі. Так як він виріс у Луґано у швейцаро-німецьких батьків, він розмовляв по- італійськи, по-німецьки, по-англійськи і по-французьки. Стів мав двох братів, Каріна і Томасо, і одружився з Карін, з якою він жив разом з 1990 по 2004 рік, а потім вони розвелися. З наступною нареченою, колишньою моделлю Бріжіт Вос Балцаріні, він ніколи не одружився.
З деяким досвідом у майбутньому для нього світі музики, Стів Лі почав свою музичну діяльність у 1988 з рок-гуртом під назвою Forsale, з яким він випустив альбом під назвою Stranger in Town. Після кінця цього досвіду, він заснував у 1992 в Луґано, разом з гітаристом Леом Леоні, с басистом Марком Лінном і ударником Хеною Хабеґґер, гурт Krak. Згодом, під керівництвом басиста і композитора гурту Krokus Крісом фон Рор, гурт змінив свою назву на Gotthard (назва, яка походить від Сен-Готарда і з очевидною грою англійський слів «got» і «hard»).
5 жовтня 2010 року, під час подорожі в мотоциклі від Лас-Вегаса (Невада) доСент-Джорджа разом з 22 іншими мотоциклістами, в том числі і одним членом гурту (басистом Марком Лінном), на Стіва Лі наїхав важкий транспорт пісня зупинки на розі Interstate 15 поблизу Мескіта, зробленої для того, щоб одягати плащ. Цей важкий транспорт наїхав на деякі мотоцикли, один з яких стукнув Лі. Пісня першої спроби йому вернути життя, вони викликали лікарів, ті прийшли на місце аварії, але для Стіва Лі нічого не можна було нічого вдіяти: співак загинув.
Похорони відбулися на вершині Сен-Готарда. Труп (спалений) потім перенесли в кантон Тічино і, після перебування у нареченої Бріжітт, її заховали в цвинтар у Порці.

## Дискографія

### ЗGotthard

#### Студійні альбоми
- 1992 Gotthard
- 1994 Dial Hard
- 1996 G.
- 1999 Open
- 2001 Homerun
- 2003 Human Zoo
- 2005 Lipservice
- 2007 Domino Effect
- 2009 Need to Believe

### ЗForsale
- 1985 Even (Maxi Single)
- 1988 Stranger in Town

## Відеографія
- 2002 — More Than Live
- 2006 — Made in Switzerland